# O Capacete Dourado
O Capacete Dourado é um filme português do realizado por Jorge Cramez e produzido por Paulo Branco em 2007.

## Ficha técnica[1][2]
- Realizador: Jorge Cramez
- Argumento: Rui Catalão e Carlos Mota
- Produtor: Paulo Branco
- Ano: 2007
- Duração: 83 min

## Elenco[2]
- Eduardo Frazão
- Ana Moreira
- Rogério Samora
- Henrique Martins
- Carloto Cotta
- Alexandre Pinto
- Jaime Freitas
- Luís Félix
- Maria João Luís
- Alexandra Lencastre
- Manuel Mozos
- Teresa Madruga
- Rita Blanco
- António Fonseca
- Luísa Cruz
- Adriano Luz
- Jorge Tibério